# Bienvenue à Los Angeles (Angel)
Pour les articles homonymes, voir Bienvenue à Los Angeles.
Bienvenue à Los Angeles est le 1er épisode de la saison 1 de la série télévisée Angel.

## Résumé
Angel est un vampire âgé de plus de 200 ans. Après avoir quitté Sunnydale, il emménage à Los Angeles et tente de sauver le maximum de vies, en sauvant par exemple 2 femmes que des vampires étaient sur le point de tuer. En rentrant chez lui, il est rejoint par un certain Doyle, un demi-démon à qui de mystérieuses « Puissances Supérieures » envoient des visions de personnes en danger. Doyle propose à Angel de l'assister dans la tache qu'il s'est fixé, sauver des vies pour sa propre rédemption, tout en lui conseillant de mettre fin à son isolement qui le conduira inévitablement à se couper des humains. Lors de sa première mission, Angel doit aider Tina, une jeune serveuse harcelée par le riche et puissant Russell Winters. Angel arrive à gagner la confiance de Tina et l'accompagne à une soirée pour acteurs en herbe où il retrouve Cordelia, qui est venue à Los Angeles pour devenir actrice. En quittant la soirée, Angel et Tina sont attaqués par des hommes de main de Winters.
Angel découvre que Russell semble être impliqué dans la mort d'une autre jeune femme mais Tina, hébergée par Angel, voit son nom marqué sur le mot que Doyle a remis à Angel et panique, croyant à un complot. Winters, qui est en réalité un vampire, tue Tina quand celle-ci rentre chez elle. Il rencontre ensuite Lindsey McDonald, jeune avocat de Wolfram & Hart, pour discuter d'un alibi et, voyant une image de Cordelia lors de la soirée, lui demande de la lui envoyer. Alors que Cordelia, appâtée par la richesse et les relations de Winters, se rend chez lui, Angel fait parler un des hommes de main de Winters et s'y rend également accompagné de Doyle. Cordelia se rend vite compte que Winters est un vampire et est sauvée par l'arrivée d'Angel. Après un bref combat entre les deux vampires, Angel et Cordelia s'enfuient quand les gardes du corps de Winters arrivent. Le lendemain, Angel interrompt une réunion entre Winters et des représentants de Wolfram & Hart et fait passer Winters par la fenêtre, le vampire brûlant au soleil et Angel sachant qu’il ne pourra donc pas être accusé du meurtre puisque le corps de Winters s’est désintégré et qu’il n’y a donc aucune trace de cet homicide. McDonald prévient ses supérieurs de l'incident. Cordelia propose à Angel et Doyle de créer une agence de détectives privés, Angel Investigations, et est engagée comme secrétaire.

## Production
De nouvelles prothèses pour les visages vampiriques, différentes de celles de Buffy contre les vampires, ont été testées à l'occasion de cet épisode mais Joss Whedon et ses collaborateurs ont été peu convaincus par l'effet rendu et sont revenues aux anciennes prothèses. Lors de la scène où Angel trouve le corps de Tina, il devait à l'origine lécher ses doigts maculés du sang de la jeune femme mais cela a été coupé au montage, cette scène étant, selon Whedon, cruciale pour illustrer la lutte d'Angel contre sa nature. Tim Minear explique que « C'était suffisamment sombre qu'il n'ait pas pu sauver la fille. On n'avait pas besoin qu'il lèche en plus son sang ». Christian Kane, qui interprète Lindsey McDonald, était un ami proche de David Boreanaz avant même le début de la série et l'épisode leur a donné l'occasion de jouer ensemble pour la première fois. L'épisode marque également la première apparition télévisée de Josh Holloway (Sawyer dans Lost), dans le rôle d'un vampire tué par Angel au début de l'épisode.